# São Sebastião do Uatumã
São Sebastião do Uatumã es un municipio brasileño del interior del estado del Amazonas, Región Norte del país. Su población,  de acuerdo con el Instituto Brasileño de Geografía y Estadística (IBGE), era de 13 105 habitantes en 2016.

## Historia
El municipio tiene sus orígenes relacionados con la población de Santana de la Capela, en 1814, por Crispim Lobo de Macedo. En 1880, fue creado la freguesia, con sede en Santana de la Capela. En 1887, fue creado en el área de la freguesia el municipio de Urucará, que en 1930, es extinto, y su territorio es anexado a Itacoatiara, para ser definitivamente restablecido en 1935. En fines de 1981, constaban de la estructura administrativa de Urucará los siguientes subdistritos: Urucará, Santa Maria, Capucapu, Alto Uatumã y Son Sebastião. El 10 de diciembre de 1981, por la Enmienda Constitucional n.º 12, São Sebastião y territorios adyacentes del margen izquierdo del río Uatumã son desglosados de Urucará y pasan a constituir el municipio autónomo de São Sebastião do Uatumã.

## Economía
La producción agropecuaria en São Sebastião do Uatumã es basada en el cultivo de mandioca, y de forma menos expresiva, del guaraná. La pecuária es representada principalmente por bovinos y porcinos, con producción de carne y de leche destinada solamente al consumo local. La actividad pesquera es predominantemente destinada al consumo de la población local, llegando algunas veces a aprovisionar también los municipios vecinos. La extracción vegetal es vuelta para la explotación del tucumã, los cuales son exportados para los municipios vecinos y capital del estado.
Las industrias también contribuyen para la economía en el municipio. Los estilleros, aserraderos, carpintería y panadería son las industrias predominantes. Los astilleros, están alejados del centro urbano, donde son desarrollados trabajos artesanales e industriales, hecho con madera, de creación de muebles y determinados objetos de decoración de interiores.
El comercios minorista y mayorista también mueve la economía local.

## Geografía
Su población en 2016, según el Instituto Brasileño de Geografía y Estadística (IBGE), era de 13 105 habitantes.

## Eventos culturales
El calendario cultural del municipio cuenta con las siguientes fechas principales:
- Fiesta de San Sebastián, de 10 a 20 de enero;
- Fiesta del Carnaval, en febrero;
- Fiesta del Tucunaré, generalmente en la segunda quincena de octubre, que es realizada en la playa frente a ciudad y tiene como principales atracciones a pesca deportiva, el desfile de la Chica Tucunaré y atracciones musicales con bandas del propio municipio, de los municipios vecinos y atracciones nacionales;
- Fiesta de aniversario del Municipio, el día 10 de diciembre, con diversas atracciones y juegos;

## Educación
La Secretaría de Estado de la Educación y Calidad de la Enseñanza (SEDUC) mantiene en la sede del municipio cinco establecimientos, suministrando enseñanza media y fundamental:
- Centro Educacional 27 de Julio, Calle Dr. Álvaro Maia n.º 253 - Centro
- Escuela Provincial Son Sebastião, Calle Dr. Álvaro Maia s/n.º - Centro
- Escuela Provincial Fernando Ramos de Miranda, Calle Eurípedes Batista, s/n - Santo Antonio
- Escuela Provincial Diputado Armando Mendes, Vila de Santana del Uatumã - Zona Rural
- Escuela Provincial Santana, Vila de Santana - Zona Rural.

Además de las escuelas, funciona también en el municipio el Sector Personal, ofreciendo apoyo administrativo para los trabajadores de la SEDUC.
También tiene presencia en el municipio la Universidad del Estado del Amazonas (UEA), la cual ya formó tres (03) generaciones en el Curso de Normal Superior. Actualmente existen grupos en los cursos de Tecnólogo en Gestión Ambiental, Pedagogía Indígena y Licenciatura Plena en Matemática.
Recientemente fue implantado el Centro de Educación Tecnológica del Amazonas (CETAM), con cursos técnicos de informática y enfermería, además de informática básica y avanzada.

## Deporte
El deporte es la principal actividad de los jóvenes uatumaenses, existen varios atletas que se destacan en diferentes competiciones a nivel local, provincial y brasileño.
En los últimos dos años, el municipio de São Sebastião do Uatumã consiguió buenas colocaciones en los Juegos Escolares del Amazonas - JEA'S.
El Campeonato Uatumaense acontece todo año, con la participación de ocho equipos, divididas en dos grupos. En la primera fase (1º Turno), denominado "Copa Uatumã", los equipos se enfrentan dentro de los grupos, clasificando las dos mejores de cada grupo. Esos equipos hacen una semifinal cruzándose los grupos, de la cual salen las finalistas del 1º Turno, de la cual el equipo campeona garantiza vacante en la final del certamen. La segunda fase (2º Turno), denominado "Copa Ciudad de São Sebastião", los equipos enfrentan adversarios del grupo opuesto, y la clasificación sigue el mismo criterio del 1º turno. Sin embargo sí el mismo equipo es campeón de los dos turno será declarada campeón del torneo, sin el juego final.
Equipos participantes del Campeonato y de mayor expresión:
- Asociación Atlética Son Sebastião (rojo y blanco);
- Boca Junior's (azul y amarillo)
- Uatumã Deporte Club (naranja)
- Deporte Club Son Francisco (azul y blanco)
- Gremio Uatumaense (azul, negro y blanco)
- Internacional Uatumense (rojo y blanco)
- Noble (verde y blanco)
- Santana (negro y blanco)

Los equipos con más títulos en los últimos años son:
- Asociación Atlética Son Sebastião con seis conquistas municipales (1998, 1999, 2000, 2001, 2004 y 2008), Campeón de la Copa de los Campeones de Municipios (2011);
- Gremio Uatumaense con tres conquistas municipales (2003, 2006 y 2009);
- Uatumã Deporte Club con un título municipal (2010).
- Boca Junior's con un título municipal (2011).

Los años de 2002, 2005, 2007 y 2012 no hubo campeonatos.
Existe también el campeonato de 2ª división y el Campeonato femenino.
Algunos atletas del municipio ya salieron para hacer pruebas en grandes equipos del fútbol brasileño como Flamengo y Goiás, pero hasta el momento no fueron aprobados en ninguno.
También funciona en el municipio un Proyecto denominado "PROYECTO CRECER", de una Iglesia Evangélica (Iglesia de Cristo) y tiene apoyo de exatletas del fútbol brasileño como Evair y otros, de donde siempre son llevados para Goiânia para hacer pruebas en equipos profesionales.
La Selección Uatumaense está en fase de modificación, están siendo insertados atletas nuevos y con vigor físico para en breve disputen la Copa de los Ríos y torneos estatales.

## Salud
La Secretaría de Estado de la Salud (SUSAM), mantiene en la sede del municipio, un Hospital (Hospital Rosa Fabiano Falabella), destinado a prestar atención de listo-socorro, maternidad, atención quirúrgico, odontológico y hospitalar para la población de la Sede y de la Zona Rural.

## Seguridad
La Policía Militar mantiene un Sargento y cinco soldados destinados al mantenimiento de la orden y seguridad pública. La Policía Civil también está presente con un Delegado y un Investigador.
- Datos: Q1793440
- Multimedia: São Sebastião do Uatumã / Q1793440